# Plesionika albocristata
Plesionika albocristata is een garnalensoort uit de familie van de Pandalidae. De wetenschappelijke naam van de soort is voor het eerst geldig gepubliceerd in 2002 door Chan & Chuang.